# 민간인
민간인(民間人)은 군인이나 경찰관이 아닌 사람이다. 소방관이나 일반 공무원의 포함여부는 달라질 수 있다.
일부 비전투원은 민간인이 아니기 때문에 비전투원과는 약간 다르다(예: 교전국에 소속된 군목이나 중립국에서 복무하는 군인). 무력 충돌 당사국 영토의 민간인은 전쟁 관습법과 제4차 제네바 협약과 같은 국제 조약에 따라 특정 특권을 누릴 자격이 있다. 국제법에 따라 그들이 누리는 특권은 분쟁이 내부 분쟁(내전)인지 국제 분쟁인지에 따라 달라진다.
일부 국가에서는 제복을 입은 법 집행 기관, 소방서 또는 기타 응급 구조대원이 일반 대중을 민간인으로 지칭한다.

## 같이 보기
- 일반인
- 비전투원